# Рандалова пистолетна скарида
Рандаловите пистолетни скариди (Alpheus randalli) са вид висши ракообразни от семейство Alpheidae.
Таксонът е описан за пръв път от Албърт Банър през 1980 година.